# گیاه‌پارچ سوریگائو
گیاه‌پارچ سوریگائو (نام علمی: Nepenthes surigaoensis)، یک گونه از سرده گیاه‌پارچ‌ها و بومی فیلیپین و میندانائو است که در ارتفاع ۸۰۰ تا ۱۲۰۰ متر از سطح دریا می‌روید. نام گیاه از شبه‌جزیره سوریگائو (Surigao Peninsula) گرفته شده است. گیاه‌پارچ سوریگائو ارتباط نزدیکی با گیاه‌پارچ مریلیانا دارد و برای مدت‌ها به عنوان مترادف آن در نظر گرفته می‌شد.